# Liste des métropoles de Californie
Cet article donne une Liste des métropoles de Californie aux États-Unis.
Une région (ou aire) métropolitaine aux États-Unis se définit par une approche fonctionnelle et non comme en Europe par une approche historique. Elle consiste en un noyau de comtés urbanisés auquel sont rattachés d'autres comtés contigus sur des critères basés sur le degré d'intégration économique et social (la région métropolitaine prend le nom de la ou des villes les plus importantes incluses dans ce noyau).
| Rang | Métropole                            | Population 2011 estimé | Aires concernées                                                                                                 |
| ---- | ------------------------------------ | ---------------------- | --- |
| 1    | Aire métropolitaine de Los Angeles   | 12 944 801             | en Californie : les comtés de Los Angeles et d'Orange                                                            |
| 2    | Aire métropolitaine de San Francisco | 4 391 037              | en Californie : les comtés d'Alameda, de Contra Costa, de San Mateo, de Marin et la ville-comté de San Francisco |
| 3    | Riverside-San Bernardino-Ontario     | 4 304 997              | en Californie : les comtés de Riverside et de San Bernardino                                                     |
| 4    | Aire métropolitaine de San Diego     | 3 140 069              | en Californie : le comté de San Diego                                                                            |
| 5    | Aire métropolitaine de Sacramento    | 2 158 910              | en Californie : les comtés de Comté de Sacramento, de Placer, de Yolo et d'El Dorado                             |
| 6    | San Jose-Sunnyvale-Santa Clara       | 1 865 450              | en Californie : les comtés de Santa Clara et de San Benito                                                       |
| 7    | Aire métropolitaine de Fresno        | 942 904                | en Californie : le comté de Fresno                                                                               |
| 8    | Aire métropolitaine de Bakersfield   | 851 710                | en Californie : le comté de Kern                                                                                 |
| 9    | Oxnard-Thousand Oaks-Ventura         | 831 771                | en Californie : le comté de Ventura                                                                              |
| 10   | Aire métropolitaine de Stockton      | 696 214                | en Californie : le comté de San Joaquin                                                                          |
| 11   | Aire métropolitaine de Modesto       | 518 522                | en Californie : le comté de Stanislaus                                                                           |
| 12   | Santa Rosa-Petaluma                  | 488 116                | en Californie : le comté de Sonoma                                                                               |
| 13   | Visalia-Porterville                  | 449 253                | en Californie : le comté de Tulare                                                                               |
| 14   | Santa Barbara-Santa Maria-Goleta     | 426 878                | en Californie : le comté de Santa Barbara                                                                        |
| 15   | Aire métropolitaine de Salinas       | 421 898                | en Californie : le comté de Monterey                                                                             |
| 16   | Vallejo-Fairfield                    | 416 471                | en Californie : le comté de Solano                                                                               |
| 17   | San Luis Obispo-Paso Robles          | 271 969                | en Californie : le comté de San Luis Obispo                                                                      |
| 18   | Santa Cruz-Watsonville               | 264 298                | en Californie : le comté de Santa Cruz                                                                           |
| 19   | Aire métropolitaine de Merced        | 259 898                | en Californie : le comté de Merced                                                                               |
| 20   | Aire métropolitaine de Chico         | 220 266                | en Californie : le comté de Butte                                                                                |
| 21   | Aire métropolitaine de Redding       | 177 774                | en Californie : le comté de Shasta                                                                               |
| 22   | Aire métropolitaine d'El Centro      | 177 057                | en Californie : le comté d'Imperial                                                                              |
| 23   | Aire métropolitaine de Yuba City     | 167 497                | en Californie : les comtés de Sutter et de Yuba                                                                  |
| 24   | Hanford-Corcoran                     | 153 765                | en Californie : le comté de Kings                                                                                |
| 25   | Aire métropolitaine de Madena        | 152 925                | en Californie : le comté de Madera                                                                               |
| 26   | Aire métropolitaine de Napa          | 138 088                | en Californie : le comté de Napa                                                                                 |

## Autres regroupements
- Le Grand Los Angeles regroupe les aires de Los Angeles, de Riverside-San Bernardino-Ontario et de Oxnard-Thousand Oaks-Ventura : 18 081 569 habitants
- la Région de la baie de San Francisco regroupe les aires de San Francisco, de San Jose-Sunnyvale-Santa Clara, de Santa Rosa-Petaluma, de Vallejo-Fairfield, de Santa Cruz-Watsonville et de Napa : 7 663 460 habitants
- le "Grand Sacramento" regroupe les aires de Sacramento, de Yuba City et de quelques territoires transfrontaliers : 2 471 905 habitants